# Hamer

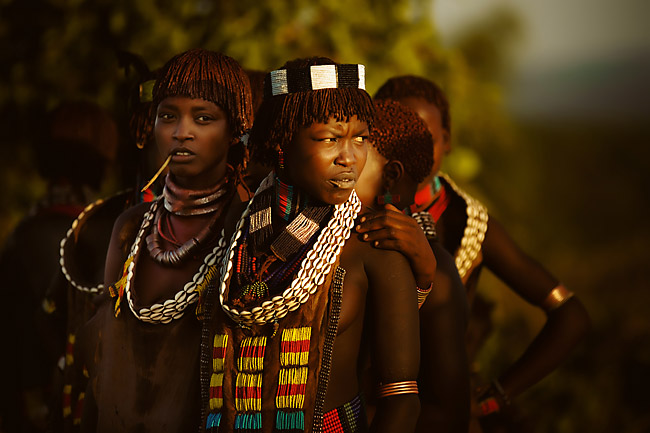
Mujeres hamer, Etiopía

Los hamer son un grupo étnico africano que vive en el sur de Etiopía, al este del río Omo, al sudoeste del Mago National Park cerca de la frontera con Kenia. Son considerados como uno de los pueblos más tradicionales del país y se dedican básicamente a la agricultura y al pastoreo. Se caracterizan por sus elaborados peinados, decoración y marcas corporales, pintando su cuerpo de muchos colores y vistiendo montones de abalorios, tanto hombres como mujeres. La decoración de cada individuo refleja su estatus social: cazadores, guerreros, mujeres principales, etc. Los hamer son polígamos.

## Tradiciones

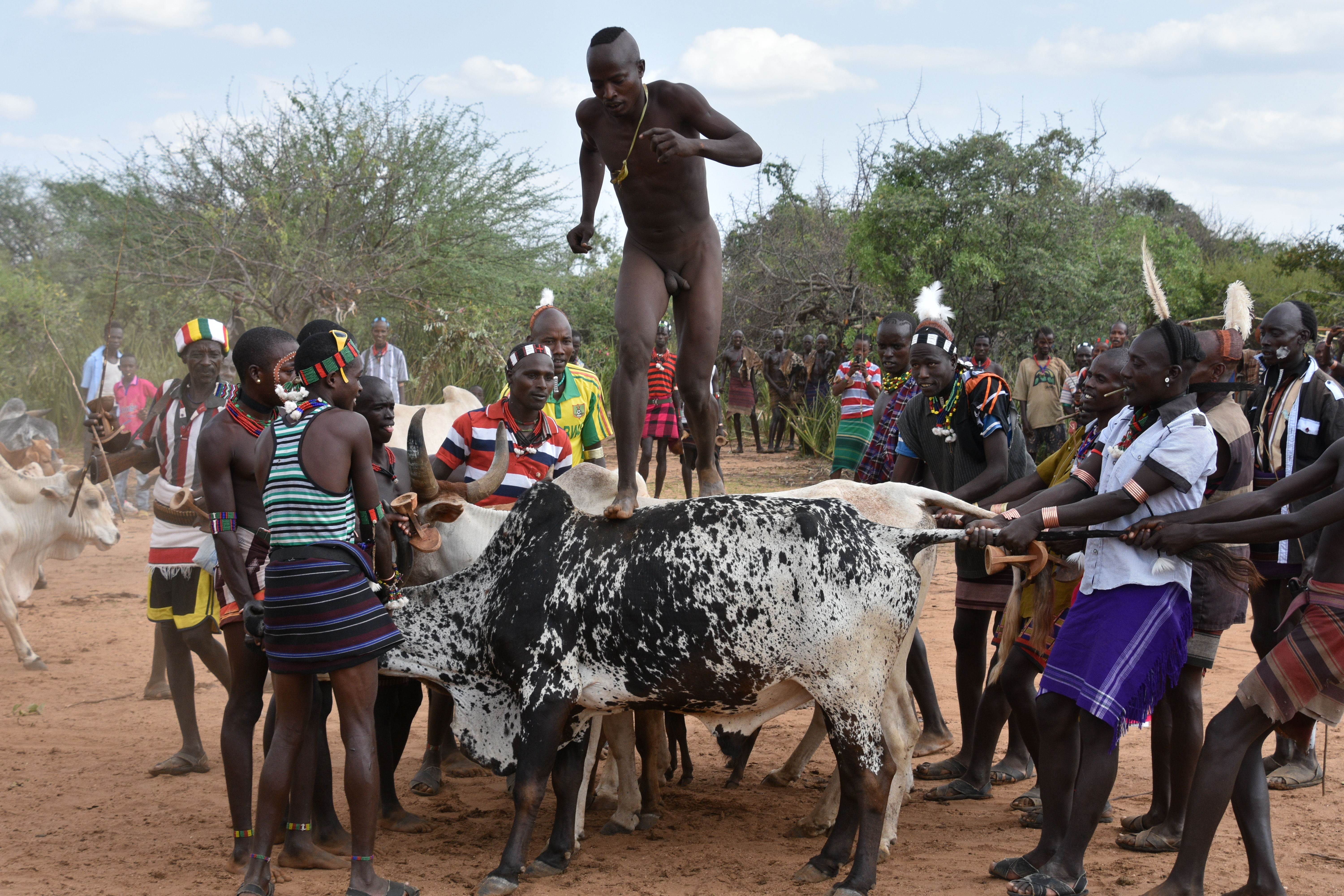
Salto de toros (rito de paso hacia la adultez masculina)

Los peinados masculinos incluyen casquetes de barro y plumas de aves. Los peinados femeninos tienen una gran consistencia que consiguen con barro de color ocre y rojizo, y grasas animales. Los hombres adornan sus cuerpos con escarificaciones, mientras que las mujeres muestran unas marcas causadas en parte durante sus ritos de madurez.
Estos ritos de iniciación son una de sus costumbres más significativas, reflejando el paso de la pubertad a la madurez mediante una compleja ceremonia llamada Ukuli Bula (salto de los toros). Esta ceremonia dura tres días, siendo el último el más importante; en el que los jóvenes desnudos deben saltar sobre una larga fila de treinta vacas, saltando sobre la primera y corriendo sobre el resto de animales; al llegar al final debe dar la vuelta y realizar el camino en sentido contrario. Si el iniciado se cae se considera un símbolo de mala suerte. Mientras tanto las jóvenes casaderas aguantan los latigazos del resto de jóvenes hamer para demostrar su valor y fortaleza física, siendo así merecedoras del amor del joven hamer. Por lo que cuantas más cicatrices tenga una mujer hamer a causa de este rito, más respetada será.
Una vez casadas, a las mujeres se las distingue por unos collares metálicos. La primera mujer lleva un collar metálico con una protuberancia pronunciada en la parte delantera. La primera mujer tiene un estatus social muy respetado y tiene el privilegio de llevar el peso de la familia, la economía, educación y participa en la toma de las decisiones importantes.
Para curar el dolor de estómago en los niños, le colocan sobre la cara los intestinos de una cabra recién sacrificada.
Los hamer tienen además otra tradición, en la cual se sacrifica a los descendentes cuando la madre de estos desconoce la figura paterna de la criatura.
El sacrificio se hace arrojando vivo al niño/a recién nacido al Río.

## Actividad económica y alimentación
Viven de la agricultura y la ganadería básicamente. Cultivan sorgo, mijo, verduras y algo de tabaco y algodón; y crían rebaños de ovejas y cabras. Sus mercados principales están en Turmi y Dimeka, en los que se reúnen muchas otras tribus de los alrededores, como los Karo y Dassanech.
Dentro de su alimentación se incluye la sangre de toro.